# Plan Eden
Le plan Eden était un projet, concernant l'organisation de ce qui devait devenir la Communauté européenne du charbon et de l'acier et de la Communauté européenne de défense, soumis par le gouvernement britannique de Winston Churchill au Conseil de l'Europe. Le plan porte le nom de son concepteur, Anthony Eden, alors secrétaire d’État britannique aux Affaires étrangères.

## Motivations et objectifs de la proposition
Le plan Eden fait suite à une série de discussions infructueuses entre le gouvernement britannique et les gouvernements des six États fondateurs des communautés européennes. En effet, le gouvernement britannique s'opposait au plan Schuman et leur position fut clarifiée le 13 juin 1950 par la publication d'un manifeste du parti travailliste :
- les Travaillistes ne souhaitaient pas envisager une Europe qui n'était pas socialiste,
- le Commonwealth et les relations avec les États-Unis restaient primordiales,
- l'organisation internationale ne pourrait être que intergouvernementale et n'inclure que des gouvernements souverains.

Ces éléments excluent donc la mise en commun des ressources d'acier et de charbon et la mise en place d'une institution supranationale.

## Contenu de la proposition
| Pays       | Sièges prévus pour la CED | Sièges au sein de l'Assemblée consultative |
| ---------- | ------------------------- | ------------------------------------------ |
| Allemagne  | 21                        | 18                                         |
| Belgique   | 10                        | 6                                          |
| France     | 21                        | 18                                         |
| Italie     | 21                        | 18                                         |
| Luxembourg | 4                         | 3                                          |
| Pays-Bas   | 10                        | 6                                          |

Le contenu du plan Eden est clarifié dans un mémorandum du 17 avril 1952. Selon le projet, le traité établissant le Conseil de l'Europe resterait le même, notamment son article 1(d) qui exclut une compétence en matière de défense dans son ensemble sauf lorsque les ministres du Comité des ministres acceptent d'en discuter l'aspect politique (à l'exception de la CED). Un protocole devrait toutefois être signé afin de permettre au Comité des ministres et à l'Assemblée consultative du Conseil de l'Europe de se réunir de manière restreinte, c'est-à-dire avec seulement les membres desdites communautés. Le mémorandum du gouvernement britannique considère que cela permettrait aux États participants aux Communautés de mener à bien leur politique et projet tout en tenant informés de manière appropriée les autres membres du Conseil de l'Europe. Selon le mémorandum, il n'y aurait pas de révision nécessaire du traité instituant la Communauté européenne du charbon et de l'acier et du traité instituant la Communauté européenne de défense.
Selon le plan, certaines adaptations devraient toutefois être faites. Afin de permettre l'usage d'un format restreint de l'Assemblée consultative qui se réunirait alors en tant que formation parlementaire de la CECA et de la CED, le projet britannique propose que ce soient les mêmes parlementaires qui siègent dans ces institutions. Soulignant la continuité dans les travaux que cela créerait, un ajustement dans le nombre de députés serait nécessaire. À cet fin, la proposition prend comme base le nombre de députés de la CED et indique qu'il faudrait aligner le nombre de députés au sein de l'Assemblée consultative afin que leur nombre corresponde.
Les projets de communautés d'alors comprenant six membres et le Conseil de l'Europe en comptant alors 15, la proposition indique également qu'il serait possible pour les États du Conseil de l'Europe non membres des « communautés spécialisées » d'augmenter le nombre de leurs représentants afin de maintenir la balance initiale.
De même, le traité sur la Communauté européenne de défense prévoyant l'élection des membres de l'Assemblée de la CED par des élections libres et directes, le protocole additionnel devrait être adapté afin d'autoriser cette élection pour les représentants issus des communautés. Les États ne participant pas aux communautés spécialisées pourraient être invités à certaines sessions comme observateurs. Enfin, se réunissant en forme restreinte, l'Assemblée agirait conformément aux traités des communautés spécialisées.
Au sujet du Comité des ministres, des dispositions similaires sont proposées, à savoir la possibilité de se réunir de manière restreinte, la possibilité d'inviter d'autres membres si cela est nécessaire et la capacité d'agir selon les compétences prévues dans les traités spécialisés.
En ce qui concerne le Secrétariat, le mémorandum est de l'avis que le Secrétariat du Conseil de l'Europe serait dans la capacité de mener à bien les fonctions confiées respectivement aux traités établissant le Conseil de l'Europe et la CECA avec seulement une légère augmentation de son personnel. La question de la CED en revanche est plus problématique du fait de la nature des discussions et des fonctions de cette Communauté. Le projet propose alors d'établir un sous-secrétariat dédié uniquement à la CED dont le Secrétaire ne serait responsable que devant le Secrétaire général du Conseil de l'Europe.

## Réception
Globalement, le plan Eden avait été mal reçu en Europe car il était considéré comme une tentative de saboter les tentatives de rapprochement.
L'Assemblée consultative du Conseil de l'Europe s'est prononcée favorablement sur la proposition le 21 mars 1952. L'Assemblée considère en effet qu'elle permettra une meilleure coopération du Royaume-Uni et des autres États membres du Conseil de l'Europe avec ces Communautés. Selon l'Assemblée, cet arrangement favoriserait le soutien pour les Communautés dans les parlements nationaux mais également dans l'opinion publique.
Un débat eut lieu les 16 et 17 mai 1952 à l'Assemblée consultative. Plusieurs interrogations furent soulevées.
Un député italien s'est exprimé au nom de son gouvernement. Le gouvernement italien s'interrogeait sur l'absence de clarté du mémorandum pourtant censé clarifier la proposition britannique. En particulier, le député souligne que le mémorandum ne fait aucune référence à la Haute Autorité de la CECA et aux Commissaires de la CED alors que les deux Communautés basent leur fonctionnement sur ces deux institutions. Les principales critiques de ce député concernent également le siège des institutions, estimant que la solution ne serait acceptable et efficace que si le siège des institutions ainsi établies est à Strasbourg (à l'exception de la Cour de justice). Un député français déclare en premier lieu ne pas partager la position italienne sur le siège unique, indiquant toutefois avoir changé de perspective sur cette proposition le lendemain. Un député allemand se déclare en faveur d'un lien fort entre les communautés spécialisées et le Conseil de l'Europe, soulignant que des protocoles sont prévus pour garantir ce lien. Le député se demande toutefois si intégrer des organes si différents était possible, soulignant dans tous les cas que la question des différents sièges était une question importante dans leur coordination. Un député grec, dont le pays resterait hors des deux communautés spécialisées, estime que cette solution permettrait de les impliquer au-delà de la simple observation.
Le 30 mai 1952, l'Assemblée consultative adopte une seconde résolution comprenant six principes dans le cas où la proposition britannique était retenue :
- ce projet ne doit pas empêcher le fonctionnement et le développement des Communautés (surtout celle à vocation politique) ;
- les États membres doivent établir le lien entre ces communautés et le Conseil de l'Europe via un accord spécial ;
- ce lien doit permettre aux États membres ne participant pas aux communautés de se joindre à certaines mesures qu'elles adoptent ;
- le lien entre une des Communautés et le Conseil de l'Europe peut être renforcé ultérieurement ;
- la forme d'association doit permettre aux États ne souhaitant pas entrer en coopération avec les Communautés de continuer à participer au Conseil de l'Europe selon les objectifs déjà définis ;
- un fonctionnariat européen doit être mis en place pour réglementer et standardiser le personnel des communautés et organisations européennes.

Guy Mollet publie dans Notre Europe, peu après le mois de mai 1952, ses « Réflexions sur le plan Eden ». Il souligne les progrès fait dans la réalisation du plan, grâce notamment au regain d'intérêt du Royaume-Uni pour l'Europe, et souligne que ce plan permettra d'être inclusif en créant un statut d’« État associé aux Communautés ». Il reconnait également que la possibilité, pour le Royaume-Uni mais également les autres États du Conseil de l'Europe non membre des communautés spécialisées, doit s'accompagner d'obligations égales de la part du Royaume-Uni (Mollet cite alors des exemples tels que des informations sur ses industries du charbon et l'acier, etc.). Selon lui, le Royaume-Uni était même prêt à s'associer activement à l'aspect politique de la CED.
La proposition fut ensuite défendue par Eden devant l'Assemblée consultative du Conseil de l'Europe le 15 septembre 1952. À la suite de son intervention, un rapport fut publié le 29 septembre 1952 afin de permettre sa mise en œuvre pour la seule CECA. Soutenu par les Britanniques et les États scandinaves, le projet resta toutefois lettre morte.

## Sources